# 圣弗朗西斯 (南达科他州)
圣弗朗西斯（英語：St. Francis），是美国南达科他州下属的一座城市。根据2010年美国人口普查，该市有人口723人。论人口在本州排行第86。